# Polybotrya lourteigiana
Polybotrya lourteigiana är en träjonväxtart som beskrevs av David Bruce Lellinger. Polybotrya lourteigiana ingår i släktet Polybotrya och familjen Dryopteridaceae. Inga underarter finns listade.